# Raffaele Sonzogno
Raffaele Sonzogno (Milano, 23 giugno 1829 – Roma, 6 febbraio 1875) è stato un giornalista e politico italiano.

## Biografia
Milanese, nacque da Lorenzo e da Teresa Crespi. Secondogenito di quattro figli maschi, oltre a lui Giulio Cesare, Edoardo e Alberto, apparteneva alla nota famiglia di editori, da un lato, e, per parte di madre, a una delle più importanti famiglie industriali tessili lombarde.
Sposato con Emilia Comolli, ricca comasca, fu tra i finanziatori, dopo l'annessione della Lombardia al Regno di Sardegna, della nuova Gazzetta di Milano (1859), di cui divenne direttore de facto. Nel 1870 si trasferì a Roma al seguito delle truppe italiane che conquistarono l'Urbe ponendo fine al secolare dominio pontificio. All'indomani della Presa di Roma fondò un suo quotidiano: La Capitale (22 settembre 1870). Nel 1871 assunse anche la direzione.
Fu ucciso con 13 coltellate il 6 febbraio 1875 da Pio Frezza, detto "Spaghetto". Aveva 46 anni. Al processo, oltre al Frezza, furono condannati all'ergastolo per l'omicidio anche i mandanti: Giuseppe Luciani (garibaldino che fuggì con la moglie di Sonzogno), Michele Armati (ufficiale delle guardie municipali), Luigi Morelli, detto "Caporaletto", e Cornelio Farina.

## Opere
- Alberto da Giussano, romanzo storico
- I prigionieri di Josefstadt. Memorie storiche del 1859, Milano, Lorenzo Sonzogno, 1860 (versione digitalizzata)
- Beno de’ Gozzadini, podestà di Milano. Storia del III secolo, 7 voll., Milano, Libreria Sonzogno, 1865-1867 (versione digitalizzata)
- Memorie politiche, Milano, Edoardo Sonzogno, 1875 (versione digitalizzata)